# يوتيوبر الشجاع
يوتيوبر الشجاع (بالإنجليزية: The Brave-Tuber) هي سلسلة مانغا يابانية من تأليف تاكاهيتو أوساكي ورسم إيكورو. نُشرت في مجلة جاردن كوميك الشهرية الموجهة لفئة الشونن والتي تصدرها دار النشر ماغ غاردين، ونُشرت أيضًا عبر الموقع الإلكتروني ماغ كومي، وذلك في الفترة بين فبراير 2018 ومارس 2019. جُمعت السلسلة في مجلدين تانكوبون.
رُخصت دار النشر سفن سيز إنترتينمنت المانغا في أمريكا الشمالية.
وأنتج استوديو أكا إفي بالتعاون مع جيغا برودكشن نسخة أنمي أصلي على الإنترنت، وبُث عبر تطبيقي وكاست وأنمي بينز التابعين لشركة برودكشن آي جي، وذلك من 27 ديسمبر 2019 حتى 17 يناير 2020، وتكوّن من 12 حلقة.